# 100%傳達給你/振袖和服
《100%傳達給你/振袖和服》（日語：キミにひゃくパーセント/ふりそでーしょん）為日本歌手Kyary Pamyu Pamyu於2013年1月30日發行的第4張單曲。

## 解說
- 與前作《FASHION MONSTER》相隔約3個月，為2013年發行的首張單曲。本作依然由中田康貴擔任歌曲的製作人。
- 本次發行初回限定版、通常版、蠟筆小新版，銷售成績達到自己的最高紀錄。

## 發行版本
- CD ONLY【初回限定版】
- CD ONLY【通常版】
- CD ONLY【蠟筆小新版】

## 曲目
（全作詞・作曲・編曲：中田康貴）
1. 100%傳達給你（キミに100パーセント） [3:20]
  - 朝日電視台動畫《蠟筆小新》主題歌
2. 振袖和服（ふりそでーしょん） [4:04]
  - テレビドガッチ「豆しぱみゅぱみゅ」廣告曲
3. CANDY CANDY（extended mix） [5:15]

## 外部連結
- 日本華納音樂介紹頁面
- YouTube上的きゃりーぱみゅぱみゅ - ふりそでーしょん